# Elena Fiore
Elena Fiore, all'anagrafe Eleonora Esposito (Torre Annunziata, 29 luglio 1914 – Torre Annunziata, 1º febbraio 1983), è stata un'attrice italiana.

## Biografia
Elena Fiore era una caratterista attiva nel cinema italiano dalla prima metà degli anni cinquanta fino alla prima metà degli anni ottanta come interprete in varie commedie, perlopiù in veste di popolana verace (in particolare nelle pellicole dirette da Lina Wertmüller).
Ha lavorato con diversi volti noti del cinema italiano, soprattutto con Giancarlo Giannini e Mariangela Melato; tra le sue interpretazioni più significative, il ruolo di Amalia Finocchiaro in Mimì metallurgico ferito nell'onore (1972) in cui viene sedotta e abbandonata da Giancarlo Giannini; il ruolo di Teresa Pescosolido in Bella, ricca, lieve difetto fisico, cerca anima gemella (1973); infine il ruolo di Anita, la madre di Faustina ne Il marchese del Grillo (1981). In quest'ultima apparizione, Elena Fiore è doppiata da Deddi Savagnone che le diede uno spiccato accento romanesco.

## Filmografia
- Napoletani a Milano, regia di Eduardo De Filippo (1953)
- Operazione San Gennaro, regia di Dino Risi (1966)
- Mimì metallurgico ferito nell'onore, regia di Lina Wertmüller (1972)
- Bella, ricca, lieve difetto fisico, cerca anima gemella, regia di Nando Cicero (1973)
- L'altra faccia del padrino, regia di Franco Prosperi (1973)
- Film d'amore e d'anarchia - Ovvero "Stamattina alle 10 in via dei Fiori nella nota casa di tolleranza...", regia di Lina Wertmüller (1973)
- I sette magnifici cornuti, regia di Luigi Russo (1974)
- Pasqualino Settebellezze, regia di Lina Wertmüller (1975)
- Prima notte di nozze, regia di Corrado Prisco (1976)
- Giallo napoletano, regia di Sergio Corbucci (1979)
- Il marchese del Grillo, regia di Mario Monicelli (1981)